# Corimelaena virilis
Corimelaena virilis är en insektsart som först beskrevs av Mcatee och Malloch 1933.  Corimelaena virilis ingår i släktet Corimelaena och familjen glansskinnbaggar. Inga underarter finns listade i Catalogue of Life.